# José Albuquerque de Araújo
Dom José Albuquerque de Araújo (Manaus, 17 de junho de 1968) é um bispo católico brasileiro, nomeado quinto bispo da Diocese de Parintins.
Albuquerque Araújo recebeu a ordem do diaconato em 1995 e como presbítero em 4 de agosto de 1996, através do arcebispo de Manaus Dom Luiz Soares Vieira. Cursou Filosofia, pós-graduado em Gestão Educacional e mestre em Teologia Dogmática, com especialização na Liturgia. Exerceu a função de pároco da Catedral Metropolitana, das paróquias Santa Luzia, São Lázaro, Coração Imaculado de Maria e São Francisco de Assis. Quando de sua nomeação, atuava como reitor do Santuário Maior de Manaus e professor de História da Igreja no Instituto de Teologia Pastoral e Ensino Superior da Amazônia.
Foi apontado bispo auxiliar da Arquidiocese de Manaus, com a sé titular de Altava em 16 de março de 2016. Recebeu a ordenação episcopal em 19 de junho de 2016, no Centro de Convenções Studio 5 em Manaus, através do Arcebispo Sérgio Eduardo Castriani, C.S.Sp., acompanhado por Dom Luiz Soares Vieira, Dom Mário Pasqualotto e Dom Mário Antônio da Silva.
Na CNBB, desde 2019, Dom José Albuquerque é membro da Comissão Episcopal Pastoral para os Ministérios Ordenados e a Vida Consagrada; também é bispo referencial para a Regional Norte 1 das pastorais Vocacional, Presbiteral e Criança; diáconos permanentes, bispos eméritos. Foi nomeado como sucessor de Dom Giuliano Frigeni na Diocese de Parintins em 21 de dezembro de 2022.
Dom José tomou posse da Diocese em 12 de fevereiro de 2023, em cerimônia na Catedral de Nossa Senhora do Carmo, em Parintins, com a presença do Cardeal Leonardo Steiner, e bispos de outras dioceses e prelazias do estado.
Em 2023, foi nomeado pela CNBB como membro da Comissão Episcopal para os Ministérios Ordenados e a Vida Consagrada.